# Barbopsis devecchii
Barbopsis devecchii är en fiskart som beskrevs av Di Caporiacco 1926. Barbopsis devecchii ingår i släktet Barbopsis och familjen karpfiskar. IUCN kategoriserar arten globalt som otillräckligt studerad. Inga underarter finns listade.